# Hirmoneura orientalis
Hirmoneura orientalis är en tvåvingeart som beskrevs av Robert W. Lichtwardt 1909. Hirmoneura orientalis ingår i släktet Hirmoneura och familjen Nemestrinidae.
Artens utbredningsområde är Taiwan. Inga underarter finns listade i Catalogue of Life.